# Port lotniczy Ishurdi
Port lotniczy Ishurdi (IATA: IRD, ICAO: VGIS) – port lotniczy położony w mieście Ishurdi, w Bangladeszu.